# Gene Brown
Eugene Austin Brown, detto Gene (San Francisco, 13 novembre 1935 – 22 marzo 2020), è stato un cestista statunitense, professionista nella ABL.

## Carriera
Disputò tre stagioni con la University of San Francisco vincendo il titolo NCAA nel 1956.
Venne selezionato al quinto giro del Draft NBA 1958 dai Boston Celtics (39ª scelta assoluta). Non giocò mai nella NBA, ma disputò due campionati nella ABL, con gli Oakland Oaks.

## Palmarès
- Campione NCAA (1956)